# Fuente de Santa Cruz
Fuente de Santa Cruz település Spanyolországban, Segovia tartományban. Fuente de Santa Cruz Coca, Santiuste de San Juan Bautista, Puras, Almenara de Adaja, Fuente-Olmedo és Villeguillo községekkel határos. Lakosainak száma 99 fő (2024).

## Népesség
A település népessége az elmúlt években az alábbi módon változott:
| Lakosok száma | 191  | 168  | 144  | 147  | 137  | 130  | 122  | 116  | 103  | 99   |
|               | 2001 | 2004 | 2007 | 2009 | 2012 | 2014 | 2017 | 2019 | 2022 | 2024 |